# Cléopâtre (film, 1928)
Pour les articles homonymes, voir Cléopâtre (film) et Cléopâtre.
Pour plus de détails, voir Fiche technique et Distribution.
Cléopâtre (titre original : Cleopatra) est un film américain réalisé par R. William Neill, sorti en 1928.
Ce film muet en Technicolor met en scène l'histoire d'amour entre Cléopâtre VII, reine d'Égypte, et le général et homme politique romain Marc-Antoine.

## Synopsis
Cléopâtre combat son ennemi Ptolémée pour le trône d'Égypte usant de ses charmes pour faire tomber dans la balance les Romains dans son camp.

## Fiche technique
- Titre original : Cleopatra
- Réalisation : R. William Neill
- Scénario : Leon Abrams, Natalie Kalmus
- Monteur : Aubrey Scotto
- Producteur : Herbert T. Kalmus
- Société de production : Colorcraft Pictures, Technicolor
- Société de distribution : Metro-Goldwyn-Mayer
- Pays d'origine :  États-Unis
- Langue : anglais
- Format : Noir et blanc – 1,33:1 – 35 mm – Muet
- Genre : Drame, historique et biopic
- Longueur de pellicule : 364,25 m (2 bobines)
- Durée : 20 minutes
- Année : 1928
- Dates de sortie :
  -  États-Unis : 7 juillet 1928
- Autres titres connus :
  -  États-Unis : Great Events #6: Cleopatra

## Distribution
- Dorothy Revier : Cléopâtre VII (Cleopatra)
- Robert Ellis : Marc Antoine (Marc Antony)
- Serge Temoff
- Will Walling
- Ben Hendricks Jr.
- Evelyn Selbie